# Anne-Marie Sirois
Pour les articles homonymes, voir Sirois.
Anne-Marie Sirois est une artiste visuel, dessinatrice, réalisatrice et scénariste canadienne.

## Biographie
Anne-Marie Sirois est originaire de Saint-Basile, au Nouveau-Brunswick. Elle obtient un baccalauréat en arts visuels en 1981 à l'Université de Moncton. Elle suit ensuite des ateliers de formation donnés par Pierre Veilleux au studios de l'Office national du film (ONF) de Montréal. C'est là qu'elle réalise son premier film, Les joies de Noël, en 1985. Elle suit un stage en dessin animé à Marly-le-Roi, en France, à l’été 1986. Avec le studio de l'ONF à Moncton, elle réalise Maille Maille, pour lequel elle reçoit un prix d’excellence au Festival du Film et de la Vidéo de l’Atlantique d’Halifax en 1987 ainsi qu’un Silver Appel Award au National Educational Film and Video Festival d’Oakland en Californie en 1989.
Anne-Marie Sirois commence à faire des sculptures basées sur des fers à repasser au printemps 1995. Ses œuvres sont exposées dans plusieurs galeries du Nouveau-Brunswick et à Montréal.

## Œuvres

### Livres
- Riette l'assiette, Éditions Bouton d'or Acadie
- Ma Gribouille tigrée
- Pourquoi 100 fers ?
- Le petit Chaperon Mauve
- Rose Neige et le six nains

### Films
- Pssst, 2003, 4 min.
- Joséphine, 2000, 4 min 11 s.
- Animastress, 1994, 6 min 18 s.
- Maille Maille, 1987, 5 min 16 s.
- L’Avertissement, 1986, 4 min 20 s.
- Les Joies de Noël, 1985, 3 min 25 s.

Anne-Marie Sirois a également collaboré sur les films suivants :
- Bonnes vacances, 2004.
- U.S. Assez!, 2004.
- Faire le saut, 2004.
- The Secret Life of Algernon, 1997, en tant que sculptrice.
- T.V. Tango, 1992.
- Jours de Plaine, 1980 - 1990.
- Quoi faire avec la pomme de terre, 1988.
- Comment s'écrivent les histoires, 1988.